# Koro (syndrome)
Pour les articles homonymes, voir Koro.
Le koro est un syndrome observé principalement en Asie, consistant en une anxiété massive liée à la conviction que le pénis est en train de se rétracter dans l'abdomen et de disparaître.
Le koro peut apparaître de manière sporadique, touchant isolément un individu, ou bien sous forme épidémique, causant alors des effets de panique collective. Cette idée est très ancienne puisque les épidémies de koro sont signalées dans un texte chinois du IIIe siècle, le Huangdi Nei Jing. 
Une épidémie survenue en 1967 à Singapour est bien documentée. La rumeur de l'apparition de cas de koro après l'ingestion de viande de porc empoisonnée avait déclenché ce phénomène. Une autre épidémie en Chine, dans la région du Guangdong avait été rapportée aux effets d'un esprit errant, voleur de pénis. 
En Afrique, le koro est généralement attribué à une attaque en sorcellerie, et on parle davantage de vol du pénis, plutôt que de sa rétractation. De récentes épidémies ont été rapportées au Bénin, au Nigeria, au Ghana, au Burkina Faso. L'accusation de vol dirigée vers une personne, peut mettre sa vie en danger.
Des cas isolés ont été rapportés partout dans le monde, souvent alors avec un trouble psychiatrique sous-jacent,.